# Papilio garamas
Papilio garamas là một loài bướm thuộc họ Bướm phượng (Papilionidae). 
Loài Papilio garamas được mô tả năm 1829 bởi Geyer. Loài bướm Papilio garamas sinh sống ở .

## Hình ảnh

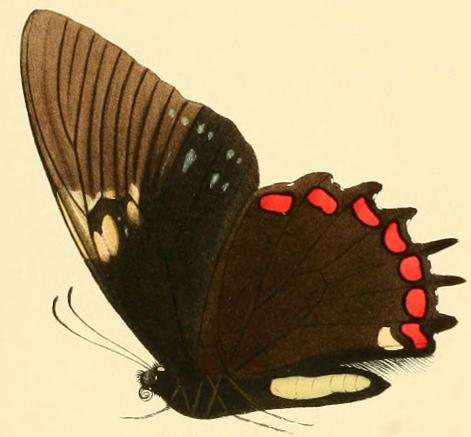
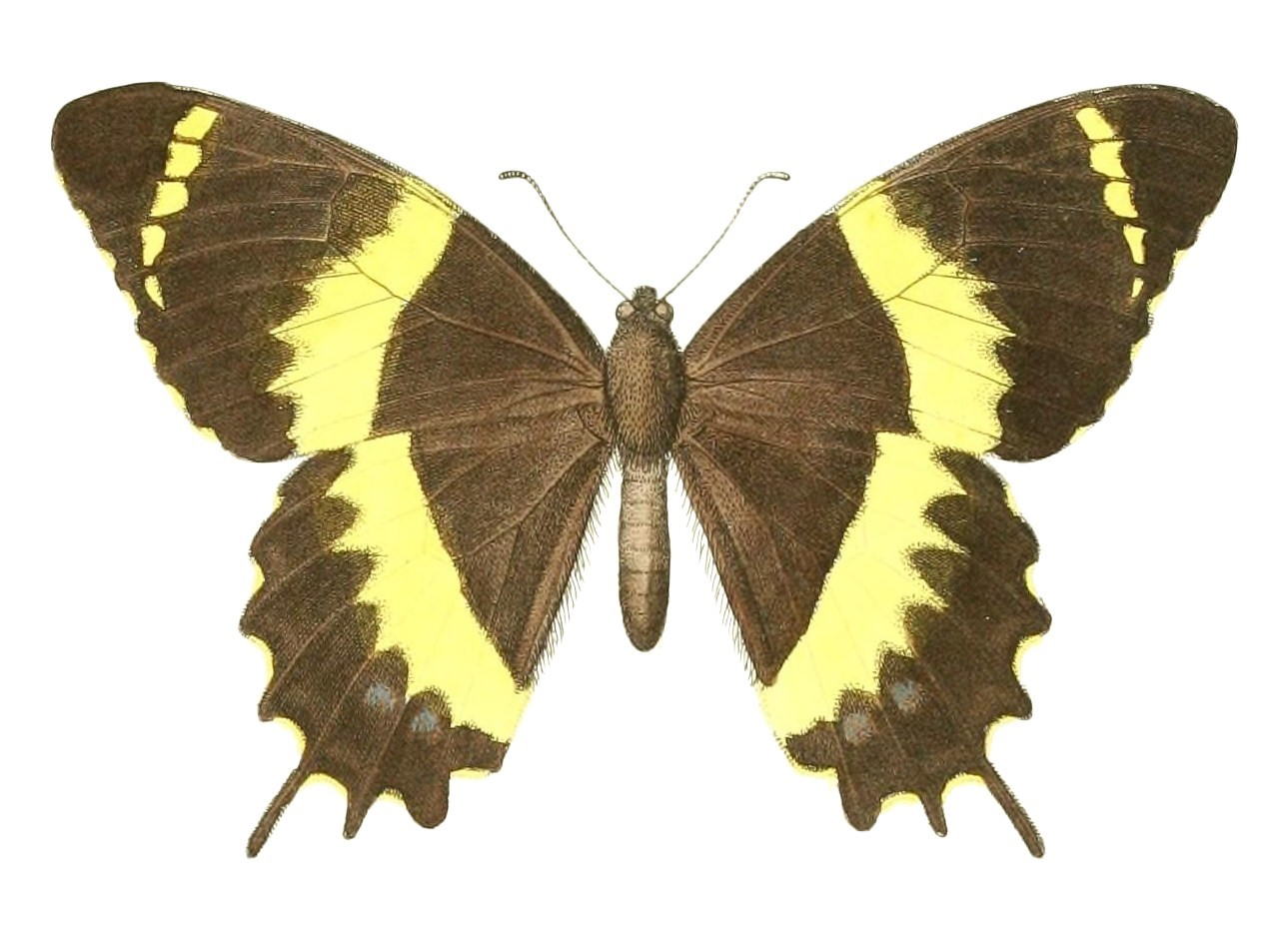
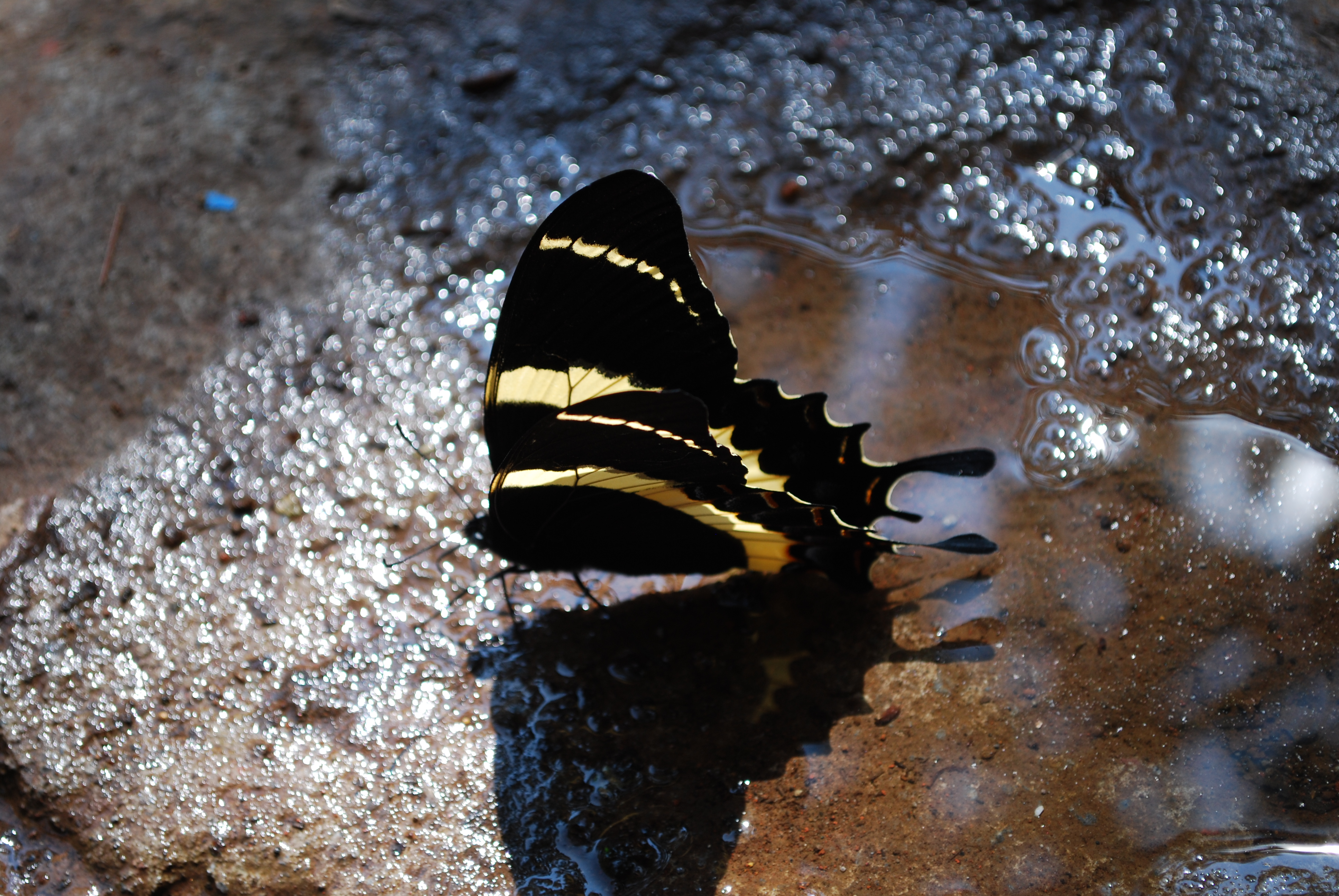
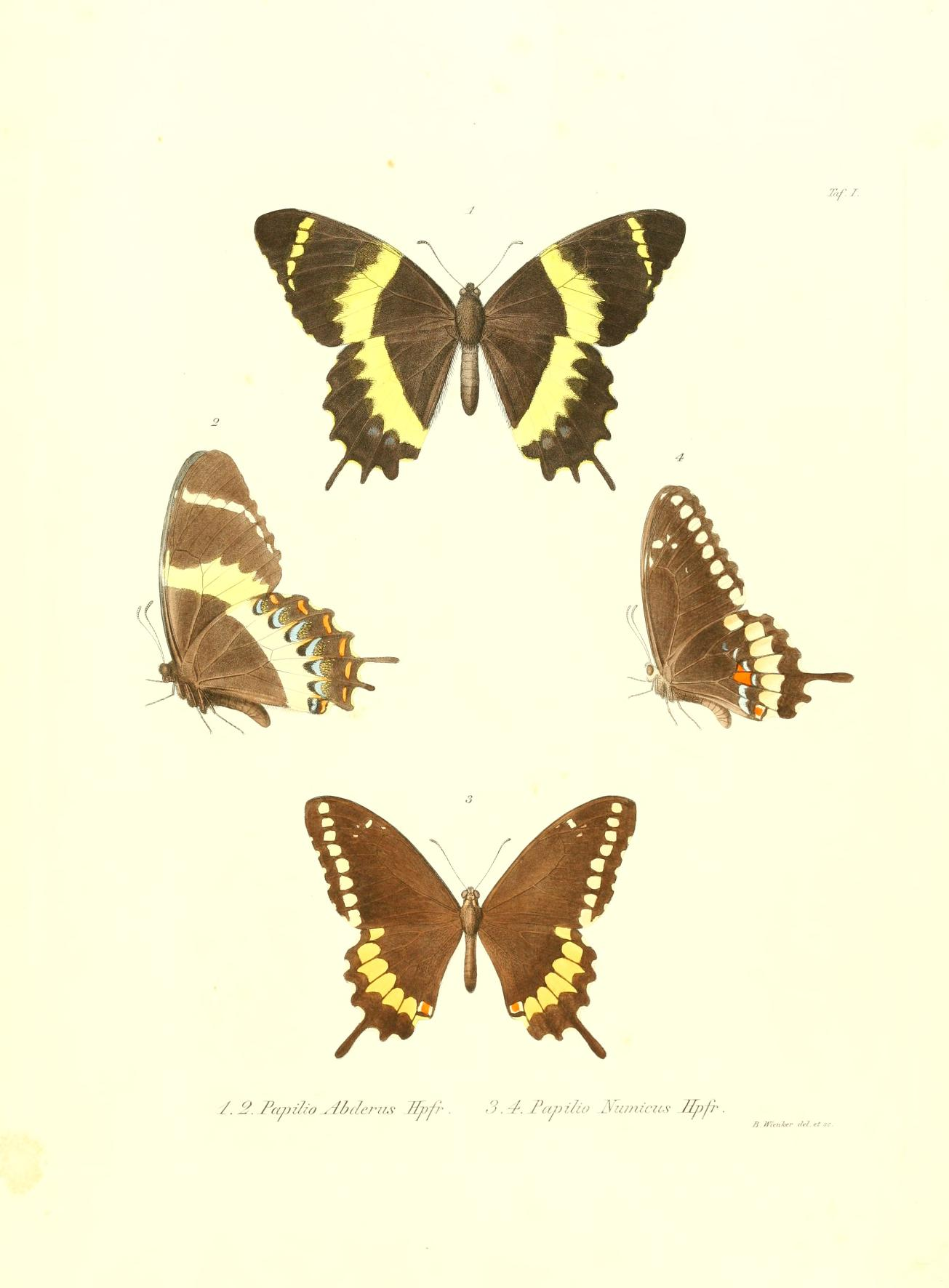